# Rogatka Warszawska w Radomiu
Rogatka Warszawska w Radomiu – zabytkowy budynek znajdujący się w Radomiu, u zbiegu ulic Malczewskiego i Kelles-Krauza.

## Historia
Pierwsze rogatki stały w pobliżu bram Miasta Kazimierzowskiego. W miarę rozrastania się miasta, przesuwano je coraz dalej. W XIX wieku urządzenie rogatek przy wjazdach do miasta związane było z realizacją założeń planu regulacyjnego Radomia z 1822. W 1824 roku wybudowano rogatki przy wszystkich pięciu wjazdach do miasta.  W 1919 roku miasto posiadało sześć murowanych rogatek przy ówczesnych ulicach Warszawskiej, Lubelskiej, Kozienickiej oraz Starokrakowskiej. Rogatka warszawska jest obok rogatki lubelskiej jedną z dwóch zachowanych do dziś. Pierwszą drewnianą rogatkę wzniesiono przy ulicy Warszawskiej w 1820 roku. W 1834 zastąpiono ją istniejącym do dzisiaj klasycystycznym budynkiem murowanym wzniesionym według projektu S. Balińskiego. W okresie międzywojennym obiekt utracił swoje pierwotne przeznaczenie i pełnił różne funkcje. W latach ’50. XX wieku w budynku ulokowano kostnicę pobliskiego Szpitala św. Kazimierza. W latach 1971–1972 budynek poddano gruntownej renowacji i przeznaczono na Punkt Informacji Turystycznej Radomskiego Ośrodka Sportu, Turystyki i Wypoczynku. Od 1991 roku mieści się w nim Galeria Rogatka Wydziału Sztuki UTH.

## Architektura
Rogatka Warszawska jest kwadratowym, parterowym budynkiem. Elewacja rozczłonkowana ślepymi arkadami. Fasada z podcieniem.